# پیرحسن‌لی
پیرحسن‌لی (به ترکی آذربایجانی: Pirhəsənli) یک منطقهٔ مسکونی در جمهوری آذربایجان است که در شهرستان آق‌سو واقع شده‌است. پیرحسن‌لی ۱٬۴۹۶ نفر جمعیت دارد.